# П'ята київська гімназія

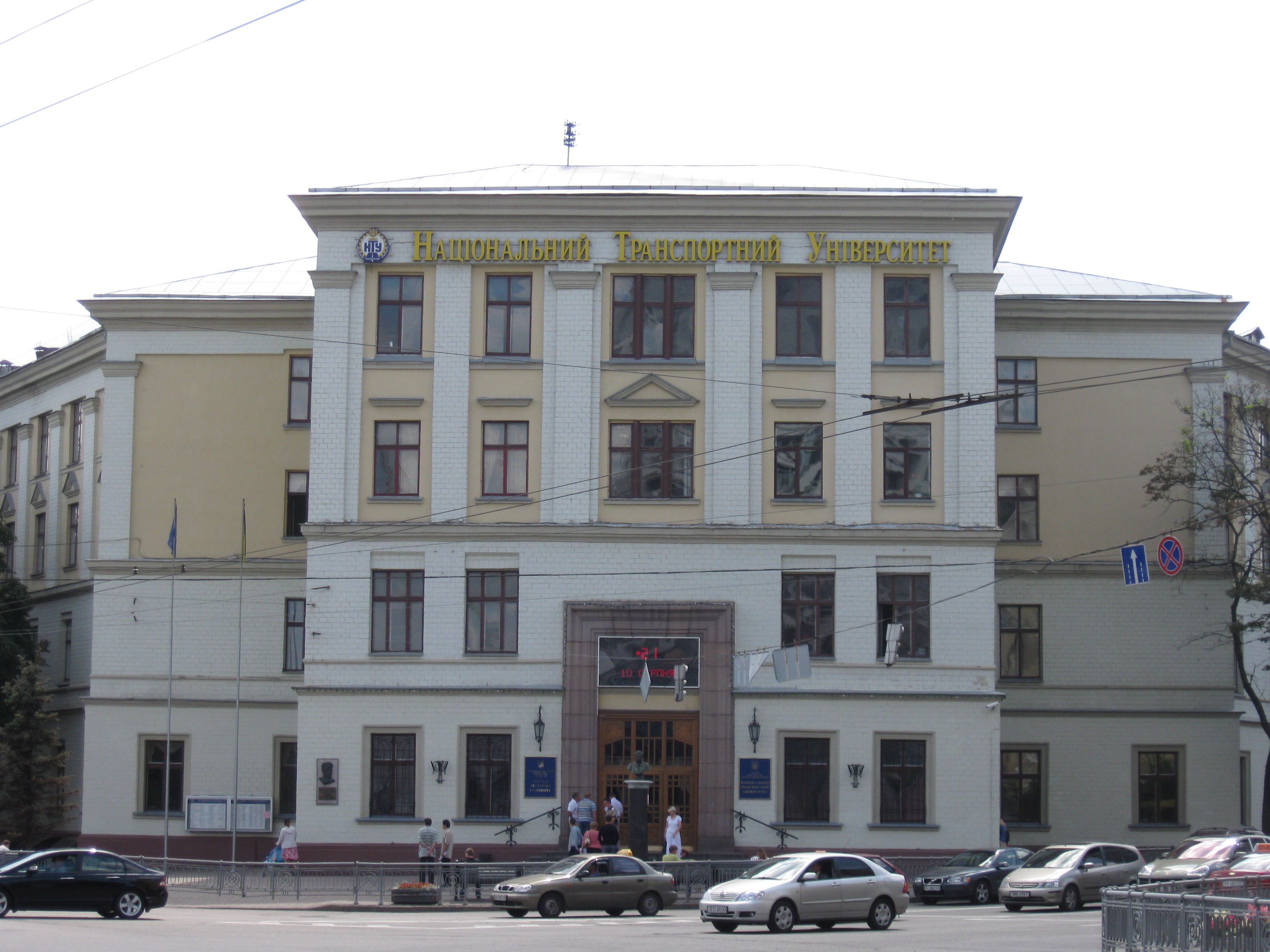
Будинок П'ятої київської гімназії, зараз тут розташований Національний транспортний університет

П'ята київська гімназія, П'ята чоловіча гімназія, Києво-Печерська гімназія — середній загальноосвітній заклад, заснований в 1885 в Києві на Печерську.

## Історія
Заснована в 1885. У 1886, на розі вулиць Микільської та Еспланадної, 1/18, було завершено будівництво приміщення для гімназії, за проектом архітектора Миколи Чекмарьова з елементами так званого «російського стилю».
З 1944 тут розташувався Автомобільно-дорожний інститут, у зв'язку з чим будівлю капітально реконструювали та надбудували додаткові поверхи. Про колишню гімназію до 2022 року нагадував бюстик Олександра Пушкіна, встановлений на площі перед будинком 1899 року за кошт викладачів та учнів з нагоди 100-річчя поета.
У гімназії навчалися такі видатні особистості, як кінорежисер Григорій Козінцев, письменник Марк Алданов (Ландау), військовий діяч часів УНР Вукола Дітель, музикознавець і фольклорист, чоловік Лесі Українки Климент Квітка, історик і бібліограф Валентин Отамановський.
Директором гімназії свого часу був видатний педагог В'ячеслав Петр, засновник приватної чоловічої Гімназії Петра на Володимирській, 16.